# Fra Mols til Skagen
"Fra Mols til Skagen" er vindersangen fra Dansk Melodi Grand Prix 1995, skrevet af Lise Cabble og Mette Mathiesen fra gruppen Miss B. Haven og sunget af Aud Wilken.
Ved det internationale Melodi Grand Prix i Dublin samme år opnåede sangen en femteplads med i alt 92 point.